# Paula B. Pereira
Paula Beatriz Pereira (Rio de Janeiro, 11 de março de 1988) é uma atleta de badminton brasileira.

## Biografia
Nascida no Rio de Janeiro, Paula competiu nos Jogos Pan-Americanos de 2007 e 2015. No Campeonato Brasileiro de Badminton, conquistou o título individual feminino em 2011; o título de duplas femininas em 2006, 2007, 2008, 2009, 2012 e 2014; e o título de duplas mistas em 2012.

## Conquistas

### Campeonato Pan-Americano
Duplas femininas
| Ano  | Local                              | Parceira      | Adversárias                  | Pontuação   | Resultado |
| ---- | ---------------------------------- | ------------- | ---------------------------- | ----------- | --------- |
| 2012 | Coliseu Manuel Bonilla, Lima, Peru | Fabiana Silva | Alexandra Bruce Phyllis Chan | 13–21, 9–21 | Bronze    |

Duplas mistas
| Ano  | Local                                                                               | Parceira      | Adversária         | Pontuação   | Resultado |
| ---- | ----------------------------------------------------------------------------------- | ------------- | ------------------ | ----------- | --------- |
| 2013 | Palácio de los Deportes Virgilio Travieso Soto, Santo Domingo, República Dominicana | Daniel Paiola | Howard Shu Eva Lee | 8–21, 12–21 | Bronze    |

### Desafio/Série Internacional BWF
Duplas femininas
| Ano  | Torneio                   | Parceira         | Adversárias                                 | Score               | Resultado |
| ---- | ------------------------- | ---------------- | ------------------------------------------- | ------------------- | --------- |
| 2017 | Mercosul International    | Fabiana Silva    | Diana Corleto Soto Mariana Isabel Paiz Quan | 21–14, 21–17        | Vencedora |
| 2015 | Peru International Series | Fabiana Silva    | Lohaynny Vicente Luana Vicente              | 9–21, 17–21         | Vice      |
| 2014 | Guatemala International   | Fabiana Silva    | Eva Lee Paula Lynn Obanana                  | 3–11, 3–11, 10–11   | Vice      |
| 2014 | Venezuela International   | Fabiana Silva    | Lohaynny Vicente Luana Vicente              | 13–21, 5–21         | Vice      |
| 2014 | Argentina International   | Fabiana Silva    | Lohaynny Vicente Luana Vicente              | 21–18, 11–21, 15–21 | Vice      |
| 2014 | Mercosul International    | Fabiana Silva    | Lohaynny Vicente Luana Vicente              | 11–21, 13–21        | Vice      |
| 2013 | Puerto Rico International | Lohaynny Vicente | Ana Paula Campos Yasmin Cury                | 21–10, 21–12        | Vencedora |
| 2013 | Internacional Mexicano    | Lohaynny Vicente | Cynthia González Victoria Montero           | 21–18, 17–21, 21–11 | Vencedora |
| 2013 | USA International         | Lohaynny Vicente | Jing Yu Hong Beiwen Zhang                   | 7–21, 14–21         | Vice      |
| 2013 | Santo Domingo Open        | Lohaynny Vicente | Ana Paula Campos Yasmin Cury                | 21–14, 21–9         | Vencedora |
| 2013 | Argentina International   | Lohaynny Vicente | Daniela Macias Luz Maria Zornoza            | 21–11, 21–11        | Vencedora |
| 2013 | Mercosul International    | Lohaynny Vicente | Tingting Chou Camila Macaya                 | 21–10, 21–12        | Vencedora |
| 2007 | Carebaco International    | Thayse Cruz      | Jill Sjauw Mook Mireille van Daal           | 21–13, 21–19        | Vencedora |

Duplas mistas
| Ano  | Torneio                | Parceiro      | Oponente                   | Pontuação           | Resultado |
| ---- | ---------------------- | ------------- | -------------------------- | ------------------- | --------- |
| 2013 | Internacional Mexicano | Daniel Paiola | Hugo Arthuso Fabiana Silva | 13–21, 21–13, 21–19 | Vencedora |

     Torneio Desafio International BWF
     Torneio Série International BWF
     Torneio Série BWF Futuro